# Lymanopoda jonius
Lymanopoda jonius är en fjärilsart som beskrevs av John Obadiah Westwood 1851. Lymanopoda jonius ingår i släktet Lymanopoda och familjen praktfjärilar. Inga underarter finns listade i Catalogue of Life.